# Prasinofícies
Les prasinofícies (Prasinophyceae) són una classe de la divisió Chlorophyta. Es tracta d'algues verdes primitives sense paret cel·lular però amb mineralització a la membrana. Tenen 4 flagels isocontes.
El gènere més conegut és Ostreococcus, que es considera que és el més menut (prop de 0.95 μm) dels eucariotes de vida lliure
i que s'ha detecta en hàbitats marins de tot el món. Les prasinofícies es creu que tenen una baixa complexitat cel·lular amb un sol cloroplast i un únic mitocondri. També tenen uns genoma molt reduït dins dels eucariotes (unes 12 Mbp). S'ha suggerit que organismes del tipus prasinofícies flagel·lats serien els antecessors dels Chlorophyta i Streptophyta.